# Тализінського радгоспу
Тализінського радгоспу (рос. Талызинского совхоза) — селище в Сеченовському районі Нижньогородської області Російської Федерації.
Населення становить 200 осіб. Входить до складу муніципального утворення Верхнєтализинська сільрада.

## Історія
Від 2009 року входить до складу муніципального утворення Верхнєтализинська сільрада.

## Населення
| 2002 | 2010 |
| ---- | ---- |
| 232  | ↘200 |